# Liste der Monuments historiques in Champeaux (Seine-et-Marne)
Die Liste der Monuments historiques in Champeaux (Seine-et-Marne) führt die Monuments historiques in der französischen Gemeinde Champeaux auf.

## Liste der Bauwerke
| Bezeichnung      | Beschreibung | Standort | Kennzeichnung | Schutzstatus | Datum | Bild           |
| ---------------- | ------------ | -------- | ------------- | ------------ | ----- | -------------- |
| Schloss Aunoy    |              | (Lage)   | PA00086859    | Inscrit      | 1986  | weitere Bilder |
| Kirche St-Martin |              | (Lage)   | PA00086860    | Classé       | 1840  | weitere Bilder |

## Liste der Objekte

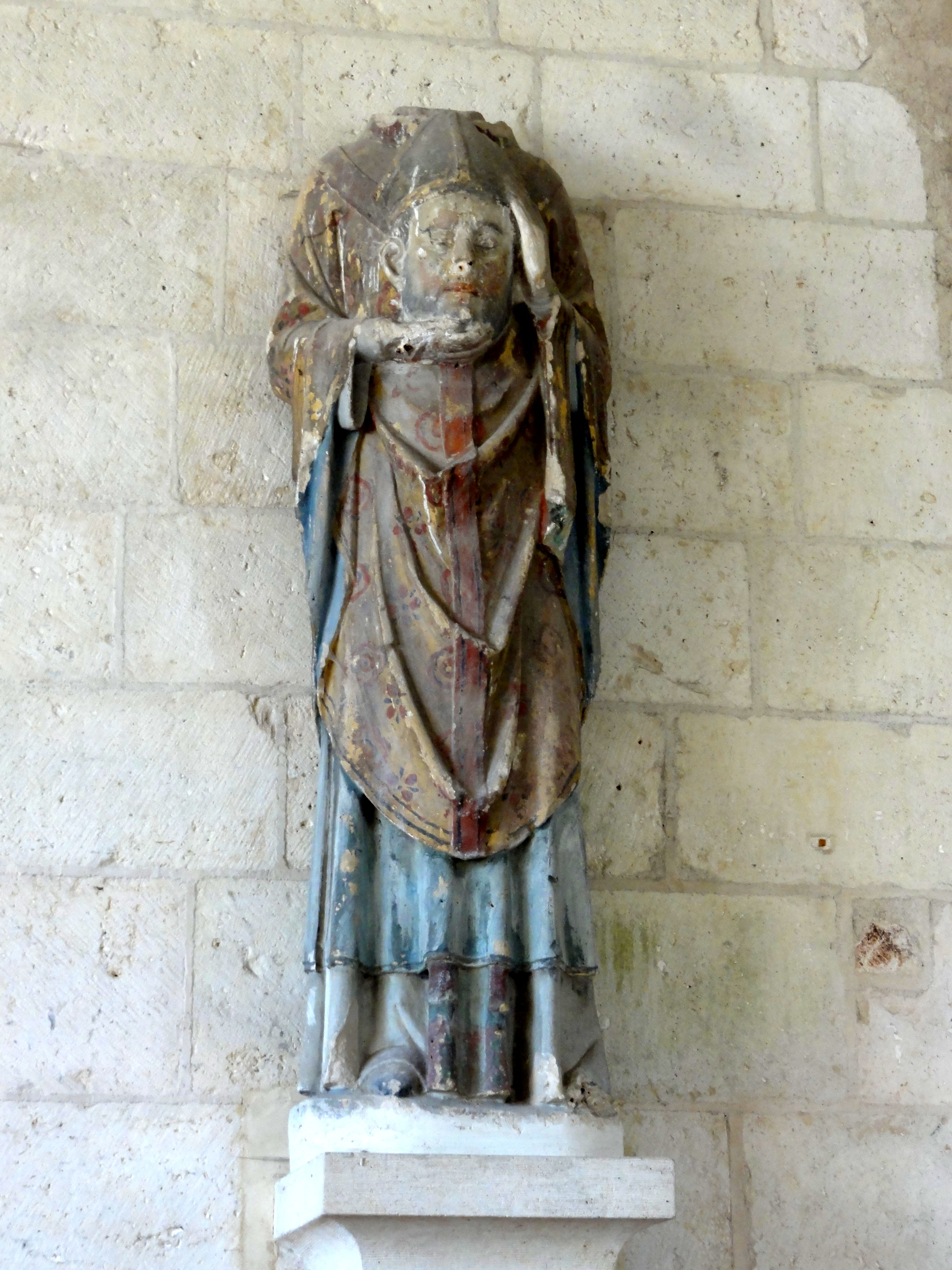
Skulptur des heiligen Dionysius in der Kirche St-Martin (13. Jahrhundert)

- Monuments historiques (Objekte) in Champeaux (Seine-et-Marne) in der Base Palissy des französischen Kultusministeriums